# 14 Dywizja Kawalerii (ZSRR)
14 Dywizja Kawalerii (ros. 14-я кавалерийская дивизия) – związek taktyczny kawalerii Armii Czerwonej.
Dywizja wzięła udział w kampanii wrześniowej w składzie  2 Korpusu Kawalerii. 

## Struktura organizacyjna
W 1939
- 31 pułk kawalerii
- 76 pułk kawalerii
- 92 pułk kawalerii
- 129 pułk kawalerii
- 29 pułk czołgów
- 32 dywizjon artylerii konnej
- 8 szwadron saperów
- 32 szwadron łączności

## Dowódcy dywizji
- kombrig Wasilij Kruczenkij (był w 1939)[2]